# 打水漂

示意图

打水漂，是一种常见的娱乐活动，就是向水面上扔扁平的石头，以被水面弹起的次数取胜。不同的民族都有他们自己的名字，例如在美国叫做Stone Skipping，在英国叫Skimming Stone。 这个词在汉语和英语中同时都有與金錢相關的引申义，但是并不相同。在汉语中是投资失败，在英语中是挥霍财产。